# Idiochlora celataria
Idiochlora celataria là một loài bướm đêm trong họ Geometridae.